# Schoten (Bélgica)
Schoten es una localidad y municipio de la provincia de Amberes en Bélgica. Sus municipios vecinos son Amberes, Brasschaat, Brecht, Schilde y Wijnegem. Tiene una superficie de 29,6 km² y una población en 2020 de 34 311 habitantes, siendo los habitantes en edad laboral el 61 % de la población.

## Toponimia
El uso de la palabra neerlandesa «schoten» para designar a la ciudad puede haber venido del nombre dado a las paredes de madera clavada en el suelo que separaban las propiedades privadas.

## Historia

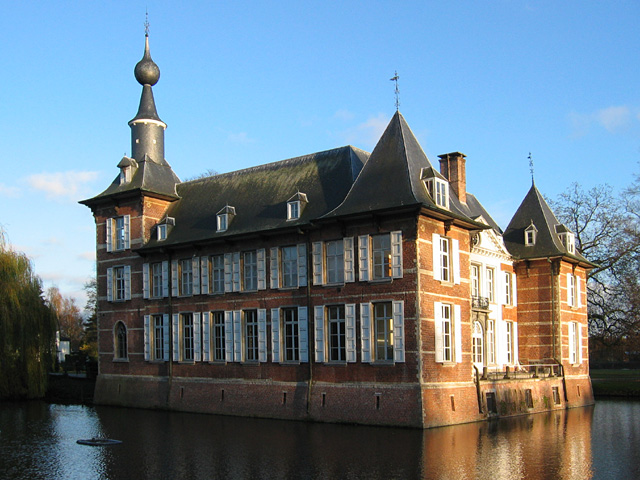
Castillo de Schoten.

En la Baja Edad Media, la cristianización de la zona data de finales del siglo VII, bajo la influencia del abad Ursmarus, de la abadía de Lobbes, que poseía propiedades aquí. En el siglo XII, el territorio estaba bajo la autoridad política de los señores de Breda, para más tarde pasar a los señores de Bergen-op-Zoom, y administrada por la abadía de Villers en lo religioso.
En el siglo XVI, los burgueses acomodados y los comerciantes de la vecina Amberes construyeron aquí castillos como residencias secundarias, entre los más famosos está el castillo-palacio de Schoten, en la actualidad un centro cultural de propiedad municipal.

## Demografía
Desde la Segunda Guerra Mundial a la actualidad la población de la ciudad se ha triplicado. Todos los datos históricos relativos al actual municipio, el siguiente gráfico refleja su evolución demográfica.
| Gráfica de evolución demográfica de Schoten entre 1846 y 2020 |
|                                                               |

## Ciudades hermanadas
- Voorschoten (Países Bajos)
- Tarnów (Polonia)
- Făgăraş (Rumania)